# Louis Cler

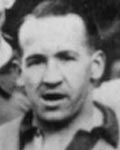
Cler als Spieler

Louis Cler (bis 1932 unter dem Namen Louis Clerc, * 30. Dezember 1905 in Saint-Raphaël; † Dezember 1950) war ein französischer Fußballspieler.

## Karriere
Der Mittelfeldspieler, dem aufgrund seiner geringen Größe von 164 Zentimetern der Beiname Petit Cler (kleiner Cler) verliehen wurde, stand von 1927 an im Aufgebot des südfranzösischen Vereins AS Cannes. Damals spielte er als Amateur und war hauptberuflich Schlosser, als welcher er in den 1930er-Jahren ein eigenes Geschäft führte. Mit Cannes war er gegen Ende der 1920er-Jahre im landesweiten Pokalwettbewerb Coupe de France erfolgreich und schaffte 1932 den Sprung ins Finale. Im Endspiel führte er seine Mannschaft gegen Olympique Marseille als Kapitän auf das Feld und erzielte in der 83. Minute den einzigen Treffer; damit gelang ihm sein einziger Titelgewinn auf nationaler Ebene.
Im selben Jahr wurde die Division 1 als höchste nationale Spielklasse eingeführt und begründete zugleich den Profifußball in Frankreich. Mit Cannes trat er in der damals noch zweigleisigen Liga an und erreichte am 11. September 1932 beim 5:5-Remis in der Eröffnungspartie gegen den SC Fives gleich sein Debüt. Der Spieler lief in allen 18 Partien der Vorrunde auf und zog mit der Mannschaft ins Finale um die Meisterschaft ein, scheiterte dort aber durch ein 3:4 an Olympique Lille. In den darauffolgenden Spielzeiten behielt Cler seinen Stammplatz, konnte die Erfolge der Vorjahre mit der Mannschaft jedoch nicht wiederholen. Im Verlauf der Saison 1937/38 büßte er seine unangefochtene Rolle ein und bestritt lediglich 13 von 30 Partien.
1938 nahm der Spieler nach zehn Jahren von Cannes Abschied und wechselte zum benachbarten Ligarivalen FC Antibes. Mit Antibes bestritt er sein letztes Erstligajahr und musste am Saisonende 1938/39 den Abstieg hinnehmen. Bedingt durch den Beginn des Zweiten Weltkriegs musste er sich im selben Jahr nach 164 Erstligapartien mit elf Toren aus dem Fußball zurückziehen und wurde in die französische Armee berufen. Als Soldat geriet er in deutsche Kriegsgefangenschaft und starb 1950 an den Folgen einer Krankheit, die er sich dort zugezogen hatte.